# Tianhe

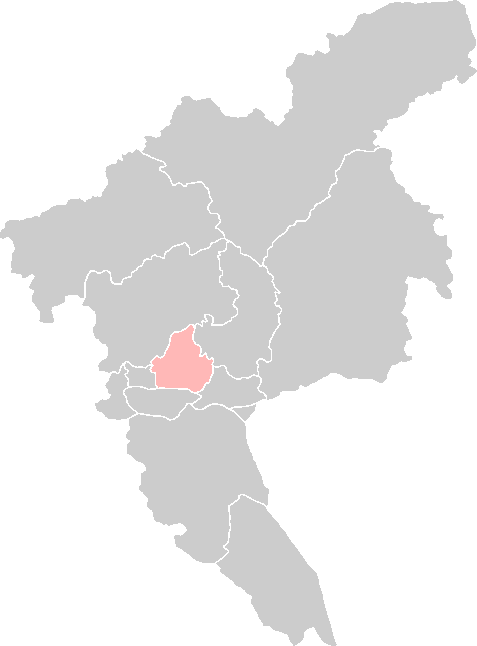
Położenie dzielnicy Tianhe

Tianhe (chiń. 天河区) – dzielnica Kantonu, w prowincji Guangdong, w Chińskiej Republice Ludowej. Powierzchnia dzielnicy wynosi 141 km² i jest zamieszkana przez 645 453 mieszkańców.